# Перекрёстный огонь (Родина)
«Перекрёстный огонь» (англ. «Crossfire») — девятый эпизод первого сезона психологического триллера «Родина». Премьера состоялась на канале Showtime 27 ноября 2011 года.
С Броуди лично связывается Абу Назир. Кэрри продолжает преследовать Уокера, разбираясь с последствиями от убийств в мечети.

## Сюжет
Эпизод рассказывает о событиях в плену Броуди, переплетаясь с событиями нашего времени.

### Три года назад
Впервые за пять лет, Броуди (Дэмиэн Льюис) даёт надлежащие жилищные условия. Абу Назир (Навид Негабан) размещает его в полностью меблированную спальню и ванную комнату, и затем бреет и стрижёт его. У Назира есть маленький сын по имени Исса (Рохан Чанд), которого представляет Броуди. Он просит Броуди жить с Иссой и научить его говорить по-английски. Когда они проводят время вместе, Броуди учит Иссу говорить на английском и берёт на себя отцовскую роль, и двое формируют близкие отношения. Как первый источник осмысленного контакта с человеком за многие годы для Броуди, он становится привязанным к мальчику.
Однажды, школу, в которую ходит Исса, разрушена в ходе дронной бомбёжки. Исса и 82 других детей погибли. Броуди опустошён потерей. Позже, Абу Назир и Броуди смотрят речь вице-президента Уолдена (Джейми Шеридан), касательно бомбёжки. Уолден утверждает, что ракета поразила лагерь Абу Назира, и что снимки мёртвых детей являются лишь фотографиями, сфабрикованными террористами в пропагандистских целях. Флэшбеки заканчиваются Броуди и Абу Назиром, молящимися вместе, когда они готовят тело Иссы для погребения.

### Настоящее время
Кэрри (Клэр Дэйнс) встречается со специальным агентом Холлом (Билли Смит) из ФБР в мечети. Они рассматривают действия спецназа и то, как Уокер (Крис Чок) невероятно сбежал. Они приходят к выводу, что Уокер знал о внутреннем строении мечети. Имам (Самми Шейк) мечети возмущён тем, что двое невинных молящихся были застрелены и публично оспаривает заявления ФБР, что их агенты не начали стрелять первыми, и что это был всего лишь ответный удар. Кэрри считает, что у имама есть информация о Томе Уокере и его присутствии в мечети, но единственный шанс, что он сможет сотрудничать, будет в том случае, если ФБР признает правду о стрельбе в мечети. Кэрри снова встречается с агентом Холлом, пытаясь убедить его в том, чтобы ФБР выложила всё на чистоту. Ей не везёт, но она также тайно записывала разговор, в котором Холл признался в том, что его агенты Холла начали стрелять первыми. Она хочет использовать запись в качестве рычага против ФБР, но Эстес (Дэвид Хэрвуд) не разрешает ей.
После несколькких покупок Броуди на парковке был атакован: двое мужчин избивают, вырубают и увозят его в своей машине. Броуди приходит в себя в комнате перед монитором компьютера с веб-камерой. На экране появляется видео-чат с Абу Назиром. Броуди противостоит ему со знанием того, что Том Уокер жив, и что Назир был неискренен за последние восемь лет. Назир напоминает Броуди о событиях, которые привели их к этой точке, и что это было его собственным решением приступить к реализации этой миссии. Назир пытается вновь подтвердить веру Броуди, и его преданность миссии.
Том Уокер в лесу проверяет свою винтовку и начинает отрабатывать выстрелы. Охотник по имени Дэн случайно появляется рядом и они кратко разговаривают. Охотник нервничает и возвращается к своему грузовику, где у него газета: найдя фотографию Уокера на первой странице он собирается звонить, но Уокер его застрелил. Затем Уокер уезжает на грузовике охотника с его телом в мешке.
Кэрри навещает имама в его доме. Она предупреждает его о потенциальной негативной реакции к нему, и мечети, если он укрывал и защищал человека, который, в конечном счёте, совершил теракт. Имам по-прежнему ничего не предлагает, но, впоследствии, жена имама звонит Кэрри. Она раскрывает, что в мечети, Уокер регулярно беседовал с человеком с дипломатическими номерными знаками на его автомобиле, о что номер на плитке указывает, что он из Саудовской Аравии. Для ЦРУ не занимает много времени, чтобы использовать эту информацию для выявления саудовского дипломата Мансура Аль-Захрани (Рамзи Фарагалла) как обработчика Уокера. Сол и Кэрри начинают следить за ним, но ограничены в том, что они могут сделать, так как у Аль-Захрани дипломатический иммунитет.
Назир заканчивает разговор с Броуди. Аль-Захрани входит в комнату и говорит Броуди, что вице-президент Уолден собирается просить его руководить офисом. Броуди примет предложение как знак своей приверженности к делу. Броуди возвращается домой и объясняет Джессике своё отсутствие тем, что его ограбили. Джессика говорит ему, что ему на голосовую почту пришло сообщение от вице-президента.

## Производство
Сценарий написал соисполнительный продюсер Александр Кэри, его третий сценарий в сериале. Режиссёром эпизода во второй раз стал Джеффри Начманофф.

## Реакция

### Рейтинги
Эпизод посмотрели 1.35 миллионов зрителей во оригинального показа, что сделало его третьим самым просматриваемым эпизодом сезона.

### Рецензии
Алан Сепинуолл из HitFix сказал о сюжетной линии Броуди: «На прошлой неделе возникло много вопросов, а эта неделя дала то, что я посчитал удовлетворительным, драматически убедительным ответом». Тодд Вандерверфф из The A.V. Club дал «Перекрёстному огню» оценку «B». Джесси Карп из Cinema Blend был разочарован эпизодом, посчитав мотивы Броуди неубедительными, а сюжетную линию ЦРУ несущественной.